# Ромодановський махоркосовхоз
Ромода́новський махо́ркосовхо́з (рос. Ромодановский махоркосовхоз, ерз. Ромодановский махоркосовхоз) — селище у складі Ромодановського району Мордовії, Росія. Адміністративний центр Набережного сільського поселення.
Стара назва — Ромодановський махорсовхоз.

## Населення
Населення — 527 осіб (2010; 577 у 2002).
Національний склад (станом на 2002 рік):
- росіяни — 67 %